# June und Jennifer Gibbons
June und Jennifer Gibbons (* 11. April 1963 in Barbados; † Jennifer: 9. März 1993 in Bridgend, Wales) waren eineiige Zwillinge, die in Wales aufwuchsen. Die beiden wurden als „The Silent Twins“ (dt. „die stillen Zwillinge“) bekannt, da sie unter einer komplexen Form des Mutismus litten und nur miteinander kommunizierten. Sie veröffentlichten mehrere belletristische Texte, die jedoch erst nach Bekanntheit ihrer Geschichte auf ein gesteigertes Interesse stießen. Als eine der beiden Schwestern starb, begann die andere ein normales Leben zu führen.

## Leben
June und Jennifer Gibbons kamen als Zwillinge des Ehepaares Gloria und Aubrey Gibbons in Barbados zur Welt. Aubrey, der als Techniker für die Royal Air Force arbeitete, brachte seine Familie nach Haverfordwest in Wales. Die Zwillinge wuchsen zusammen auf und waren von Beginn an unzertrennlich. Als Kinder entwickelten sie eine Variante sehr schnell gesprochenen Bajan-Creoles, das nur von ihrer Kernfamilie verstanden wurde.
Als einzige Schwarze an der Schule ihrer Gemeinde wurden sie gemieden, ausgeschlossen und gemobbt. Dies ging so weit, dass die Kinder früher aus der Schule entlassen wurden, damit sie nicht schikaniert wurden. Sie begannen ihre Sprache zu erweitern und idiosynkratisch werden zu lassen, so dass sie sich  kurz darauf nur noch untereinander verstanden. Diese Idioglossie führte dazu, dass sie sich immer weiter zurückzogen. So redeten sie nur noch mit ihrer jüngeren Schwester Rose. Zudem begannen sie simultan zu agieren. Dies verunsicherte ihre Umgebung. Sie begannen, alles gleichzeitig und gemeinsam zu tun, beispielsweise sehr langsames, Zombie-mäßiges Gehen, synchrones Tee-Trinken oder das simultane Ausziehen ihrer Mäntel.
Therapeuten versuchten die Jugendlichen, als sie 14 Jahre alt waren, dazu zu bringen, mit anderen zu sprechen. Ihre Eltern schickten die Zwillinge auf verschiedene Internate, doch die beiden wurden katatonisch. Wiedervereint zogen sie sich für zwei Jahre in ihr gemeinsames Zimmer zurück, wo sie mit Puppen spielten und zum Teil sehr komplexe Theaterstücke im Seifenopern-Stil veranstalteten. Nachdem sie zu Weihnachten 1979 Tagebücher geschenkt bekommen hatten, begannen sie Kurzgeschichten und Romane zu verfassen. Ein Fernkurs in kreativem Schreiben half ihnen dabei. Ihre Geschichten spielten meist in Malibu, Kalifornien, und handelten von Personen, die sich seltsam benahmen und kriminelle Energie entwickelten, wie etwa unter Junes Titel Pepsi-Cola Addict.
Ihre Romane erschienen über den Selbstverlag New Horizons. Die Zwillinge versuchten erfolglos Kurzgeschichten in Zeitschriften unterzubringen. Frustriert und unverstanden begannen sie kriminelle Energie zu entwickeln und begingen einige Verbrechen, unter anderem Brandstiftung und Diebstahl. Sie wurden schließlich in der psychiatrischen Klinik Broadmoor Hospital in Crowthorne untergebracht. In dieser Hochsicherheitseinrichtung, die einem Gefängnis ähnlich war und in der auch Serienmörder untergebracht waren, verblieben sie für 11 Jahre, in denen sie erfolglos mit Neuroleptika behandelt wurden. Vor allem Jennifer litt unter der dauernden Ruhigstellung und entwickelte eine Spätdyskinesie. Im Laufe der Jahre wurde die Medikation heruntergesetzt, so dass sie zumindest ihr Tagebuch weiterführten. Sie verloren jedoch ihr Interesse am kreativen Schreiben. Marjorie Wallace, eine Journalistin von The Sunday Times, nahm sich ihres Falls an und veröffentlichte einen Artikel und später auch ein Buch über die beiden. Die Geschichte wurde außerdem von The Sun aufgegriffen und in verkürzter Form wiedergegeben. In Deutschland veröffentlichte Die Zeit 1987 einen fünfseitigen Artikel über die beiden.
Laut Wallace hatten die beiden bereits früher den Pakt geschlossen, dass, falls eine der beiden sterben würde, die andere anschließend ein normales Leben führen sollte. Während ihres Aufenthalts in der Klinik beschlossen sie, dass eine sterben müsse. Jennifer erklärte sich schließlich bereit. Im März 1993 wurden die beiden in die offenere Caswell Clinic in Bridgend verlegt. Bei der Ankunft konnte Jennifer nicht aufgeweckt werden. Sie wurde in ein Krankenhaus verlegt, wo sie kurz darauf an Myokarditis verstarb, was unter anderem durch Medikamentenmissbrauch hervorgerufen werden kann. Es wurden jedoch keine Drogen und kein Gift in ihrem Blut als Hinweis auf einen Suizid gefunden. June wandte sich anschließend an die Öffentlichkeit und gab dem Harper’s Bazaar sowie The Guardian ein Interview. Sie lebt heute ruhig und zurückgezogen in Westwales und ist auf keine psychiatrische Unterstützung mehr angewiesen.

## Rezeption
Neben diversen Zeitungsberichten und dem Buch von Marjorie Wallace war das Schicksal des Zwillingspärchens mehrfach in verschiedenen Formen aufgegriffen worden. Im Folgenden eine kurze, chronologische Übersicht:
- Jon Amiel: The Silent Twins (einstündiger Dokumentarfilm nach einem Drehbuch von Marjorie Wallace)
- Picture Frame Seduction: Forgotten Daughters (Hand of the Rider, 1984, geschrieben für den Dokumentarfilm The Silent Twins)
- Manic Street Preachers: Tsunami (auf This Is My Truth Tell Me Yours, 1998)
- Radiohole: More or Less Hudson’s Bay, Again (Theaterstück, 2003)[9]
- Luke Haines: Discomania (auf The Oliver Twist Manifesto, 2001)
- Vanessa Walters: Double Take (2004, Theaterstück)[10]
- Lucie Brock-Broido: Elective Mutes, Gedicht in ihrem Sammelband A Hunger (Knopf 2005, ISBN 0-394-75852-8)
- April de Angelis & The Silent Twins (Oper, 2007)[3]
- Dog and Pony Theatre Company: The Twins Would Like to Say (Theaterstück, 2010)[11]
- Linda Brogan & Polly Teale: Speechless (Theaterstück, 2010)
- Death Grips: The Powers That B (Konzept-Doppelalbum, Teil 1: Niggas on the Moon, 2014; Teil 2: Jenny Death, 2015)
- Agnieszka Smoczyńska: The Silent Twins (Spielfilm 2022, mit Letitia Wright)